# حضور (فیلم ۲۰۲۴)
حضور (به انگلیسی: Presence) یک فیلم ترسناک و دلهره‌آور آمریکایی محصول سال ۲۰۲۴ به کارگردانی استیون سودربرگ و نویسندگی دیوید کپ است. در این فیلم لوسی لیو، جولیا فاکس و کریس سولیوان به ایفای نقش می‌پردازند.
این فیلم برای اولین بار در جشنواره فیلم ساندنس در ۱۹ ژانویه ۲۰۲۴ به نمایش درآمد. اندکی بعد، کمپانی نئون حقوق پخش فیلم را به مبلغ ۵ میلیون دلار به دست آورد. این فیلم قرار است در تاریخ ۲۴ ژانویه ۲۰۲۵ در سینماهای ایالات متحده اکران شود.

## داستان
یک خانواده وقتی به خانه جدیدی نقل مکان می‌کنند متوجه می‌شوند که تنها نیستند.

## بازخوردها
- در وب‌سایت جمع‌آوری نقد راتن تومیتوز از رای ۴۳ نقد منتقد، با میانگین امتیاز ۷٫۳ از ۱۰ مثبت ارزیابی شده‌اند.[۷]
- در متاکریتیک، که از میانگین وزنی استفاده می‌کند، بر اساس رای ۲۰ منتقد، امتیاز ۷۸ از ۱۰۰ را به فیلم اختصاص داد که نشان دهنده نقدهای «به طور کلی مطلوب» است.[۸]